# Supercoppa italiana 2021 (volleyboll, damer)
Supercoppa italiana 2021 var den 26:e upplagan av tävlingen. Som är vanligt för supercuper så möts vinnaren av mästerskapet (Serie A1) och cupen (Coppa Italia). Då Imoco Volley vann både Serie A1 2020/2021 och Coppa Italia 2020–2021 så mötte de finalförloraren i cupen, AGIL Volley.
Lagen möttes i en match i Palazzo dello sport Giuseppe Panini, Modena, Italien. Inför 1 900 åskådare vann Imoco Volley med 3-1 i set ( 	23-25, 29-27, 25-15, 26-24) i en match som varade en timme och 54 minuter. Det var femte gången (fjärde i rad) som laget vann titeln. Megan Courtney (Imoco Volley & USA) utsågs till bästa spelare.